# Уено Йосіє
Уено Йосіє  (яп. 上野 順恵, 1 липня 1983) — японська дзюдоїстка, олімпійська медалістка.

## Виступи на Олімпіадах
| Олімпіада   | Дисципліна             | Місце |
| ----------- | ---------------------- | ----- |
| Лондон 2012 | напівсередня категорія | 3T    |